# General Air

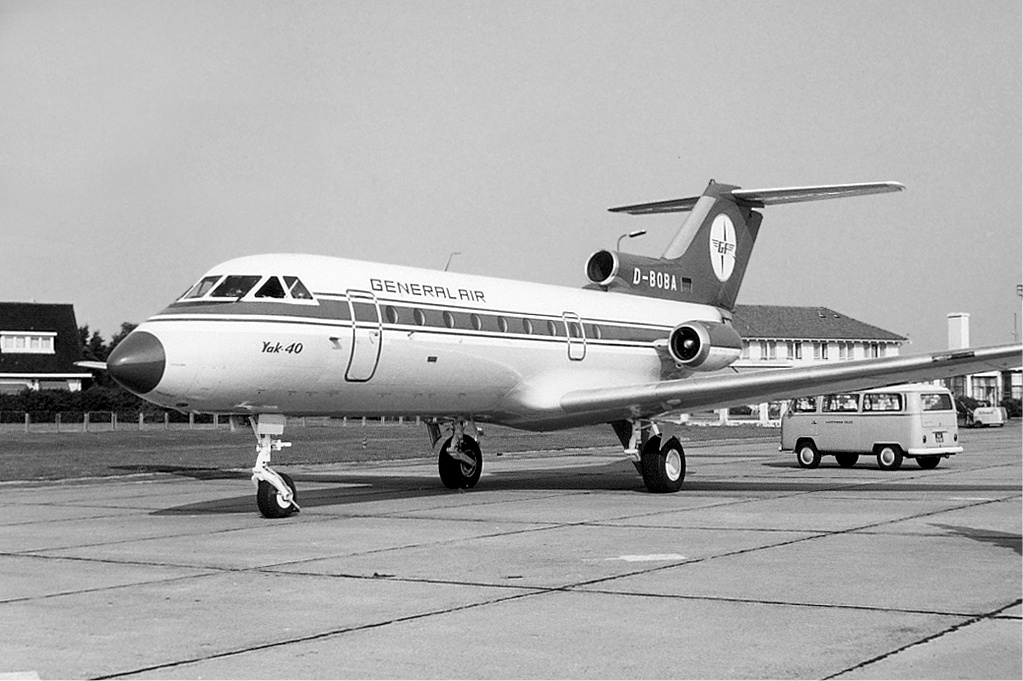
General Air Jakovlev Jak-40 D-BOBA, parkerad på Groningen-Eeldes flygplats

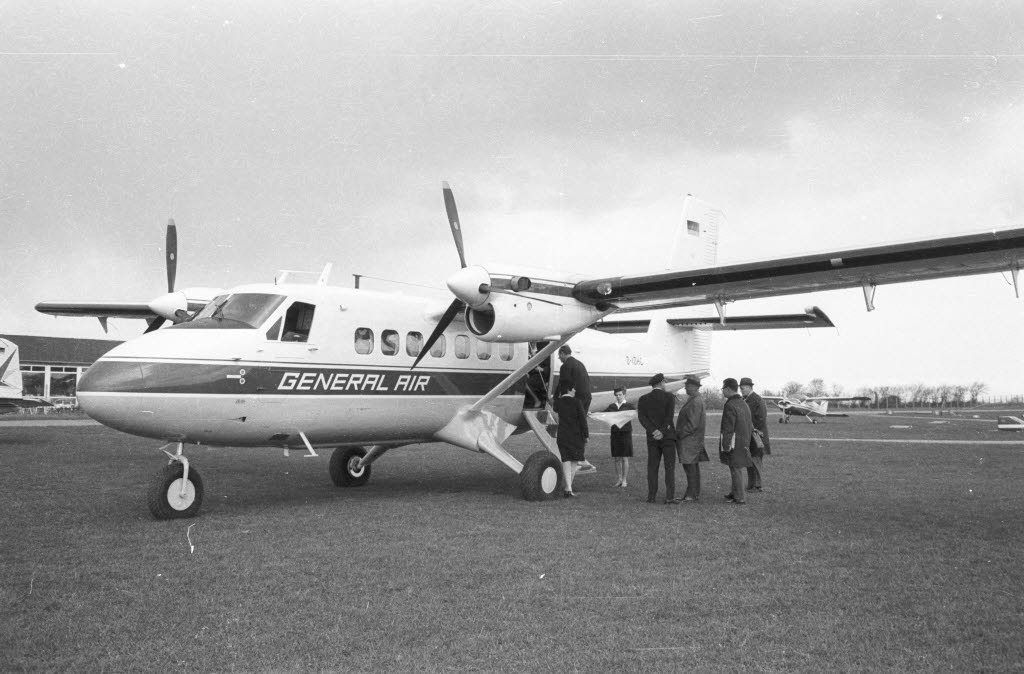
General Air DHC-6 Twin Otter D-IDHC, parkerad på Kiels flygplats 1967

General Air  var ett tyskt flygbolag med huvudsäte i Hamburg, Tyskland. General Air lanserades 1962 och förband öarna Wangerooge, Helgoland och Sylt med fastlandet. Flottan och linjenätet utökades ytterligare.
I juni 1972 tog General Air leverans av den första av vad som senare skulle bli fem Jakovlev Jak-40.
I januari 1976 ansökte General Air om konkurs.

## Flotta
Plan som tidigare ingått i flottan:
- Beechcraft King Air
- Convair 440 Metropolitan (ex Lufthansa)
- de Havilland Canada DHC-6 Twin Otter
- Dornier Do 27
- Dornier Do 28
- HFB 320 Hansa Jet
- Jakovlev Jak-40
- Piper PA-23-250 Aztec

## Källhänvisningar